# Coco Jones
Courtney „Coco“ Jones (* 4. Januar 1998 in Columbia, South Carolina) ist eine US-amerikanische Schauspielerin und Sängerin.

## Leben und Karriere
Sie ist die Tochter von Mike und Javonda Jones und wuchs in Lebanon, Tennessee auf. Sie begann schon sehr früh zu singen. Im Alter von neun Jahren begann sie ihre Karriere bei Disney. Zwischen 2010 und 2012 war sie hauptsächlich als Sängerin zu sehen. Sie nahm Songs für Radio Disney und Shake It Up – Tanzen ist alles auf.
Als Schauspielerin agierte sie erstmals 2011 in verschiedenen Rollen der Disney-Channel-Fernsehserie So Random!. Ihren Durchbruch schaffte sie 2012 mit der Rolle der Roxanne “Roxie” Andrews in dem Disney Channel Original Movie Let It Shine. Von 2012 bis 2013 hatte sie eine wiederkehrende Gastrolle in der dritten und vierten Staffel von Meine Schwester Charlie als Kelsey.

## Filmografie
- 2010: Radio Disney’s Next Big Thing
- 2011–2012: So Random! (Fernsehserie, 4 Folgen)
- 2012: Let It Shine – Zeig, was Du kannst! (Let It Shine, Fernsehfilm)
- 2012–2013: Meine Schwester Charlie (Good Luck Charlie, Fernsehserie, 5 Folgen)
- 2014: The Exes (Fernsehserie, Folge 4x05)
- 2016: Grandma’s House
- 2017: Flock of Four
- 2018–2019: Five Points (Fernsehserie, 7 Folgen)
- 2020: Vampires vs. the Bronx
- 2020: White Elephant
- seit 2022: Bel-Air (Fernsehserie)

## Diskografie

### Alben
- 2025: Why Not More?

### EPs
- 2010: Coco Jones[3] (Independent)
- 2013: Made Of[4] (Hollywood)

### Singles
- 2011: Stand Up[5]
- 2012: What I Said[6] (Let It Shine (Soundtrack))
- 2012: Holla at the DJ[7] (Made Of)
- 2013: Déjà Vu[8] (Made Of)
- 2013: World Is Dancing[9] (Made Of)
- 2014: Glitter[10] (mit Katie Armiger)
- 2014: Peppermint[11]
- 2015: Let ’em Know[12]
- 2023: ICU
- 2023: Moment of Your Life (Brent Faiyaz feat. Coco Jones, US: Gold)
- 2024: Here We Go (Uh Oh) (US: Gold)